# Gastronomie japonaise
Ne doit pas être confondu avec la cuisine japonaise.

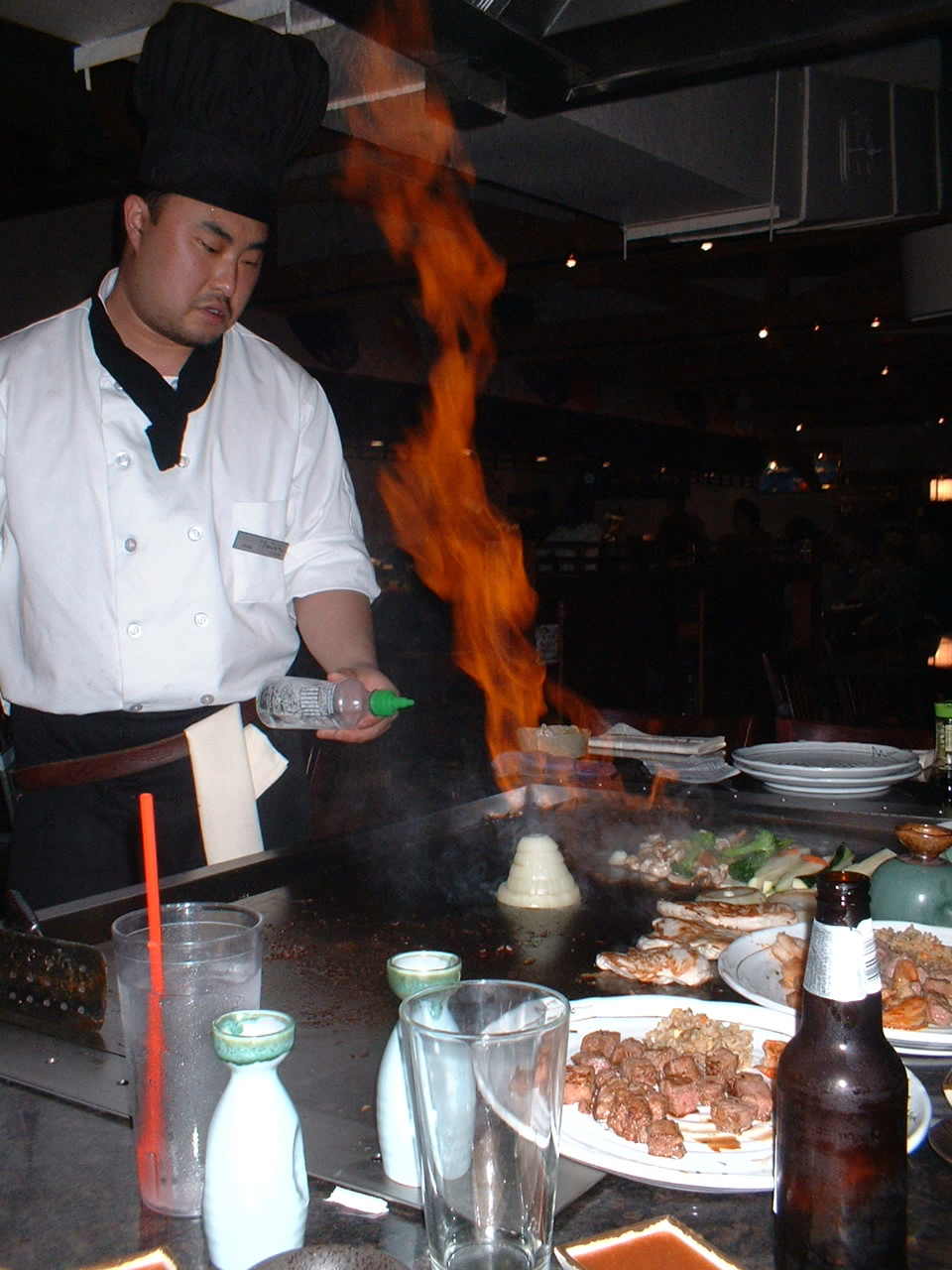
Un chef préparant un « volcan d'oignons ».

Le Japon possède une forte tradition culinaire et de nombreux rites associés à la consommation de nourriture. La cuisine japonaise repose sur le riz, le soja et les produits de la mer ; elle a été fortement influencée par les cuisines chinoise et coréenne, ainsi que par les cuisines occidentales, dont certains plats ont été adaptés aux goûts locaux.
Au quotidien, l'alimentation est rythmée par trois repas (matin, midi, soir), le repas le plus important étant celui du soir, et celui du midi souvent rapide et constitué de bentō. Si la boisson la plus répandue reste le thé, des sodas ainsi que de nombreux alcools (bière, saké) sont consommés. Le repas du soir peut d'ailleurs être l'occasion de manger à l'extérieur, de nombreux restaurants déclinant la cuisine locale mais aussi celles d'autres pays. À table, certaines règles sont à respecter pour rester poli.

## Cuisine japonaise
La cuisine japonaise peut être définie strictement comme la cuisine traditionnelle du Japon, appelée en japonais nihon ryōri (日本料理) ou washoku (和食) précédant l'ère Meiji. Elle est constituée de poissons, de riz ou de nouilles, de légumes et d'algues, généralement assaisonnés avec des condiments locaux. La viande est en général absente de la cuisine traditionnelle.
Il est fréquent de manger en accompagnement lors d'un repas une petite soupe ainsi que des salaisons appelées tsukemono, le tout en utilisant des baguettes. Les plats les plus typiques sont les sushi et sashimi, les nouilles udon et soba, les plats à la sauce teriyaki, ainsi que le tōfu et le nattō. Les Japonais ont aussi importé des recettes qui ont été adaptées et sont ensuite devenues des classiques comme les fritures tenpura, le katsudon, le riz au curry ou les rāmen. Il existe également des boissons (thé, alcool de riz) et des pâtisseries (wagashi) typiquement japonaises.
On trouve de nombreux ustensiles spécifiques à cette cuisine, notamment des couteaux, l'art de la coupe étant très développé au Japon.

## Repas
Au Japon, la consommation de nourriture est organisée autour de trois repas principaux :
- le petit déjeuner qui peut être traditionnel ou occidental ;
- le repas de midi, qui est souvent dégusté rapidement sur les lieux de travail et l'école et parfois à des horaires décalés, et est très souvent constitué de repas préparés à l'avance à la maison et emportés dans des gamelles japonaises appelées bentō ;
- le repas du soir, qui est souvent plus traditionnel. Il est aussi habituel de manger le soir dans de petits restaurants ou bars comme les izakaya, ou encore dans des yatai.

De plus, il est habituel de déguster une légère collation l'après-midi avec une boisson entre 14 h et 16 h. Cette collation qui rappelle le goûter français est appelée oyatsu et les mets le composant des o-kashi. Cette coutume remonte au moins à la période Edo. Elle consiste en une boisson chaude ou froide (sans alcool) et de quelque chose à grignoter. Cela peut être des produits sucrés ou salés, industriels ou artisanaux, qui ont souvent un caractère saisonnier, comme les Pocky.

### Petit déjeuner

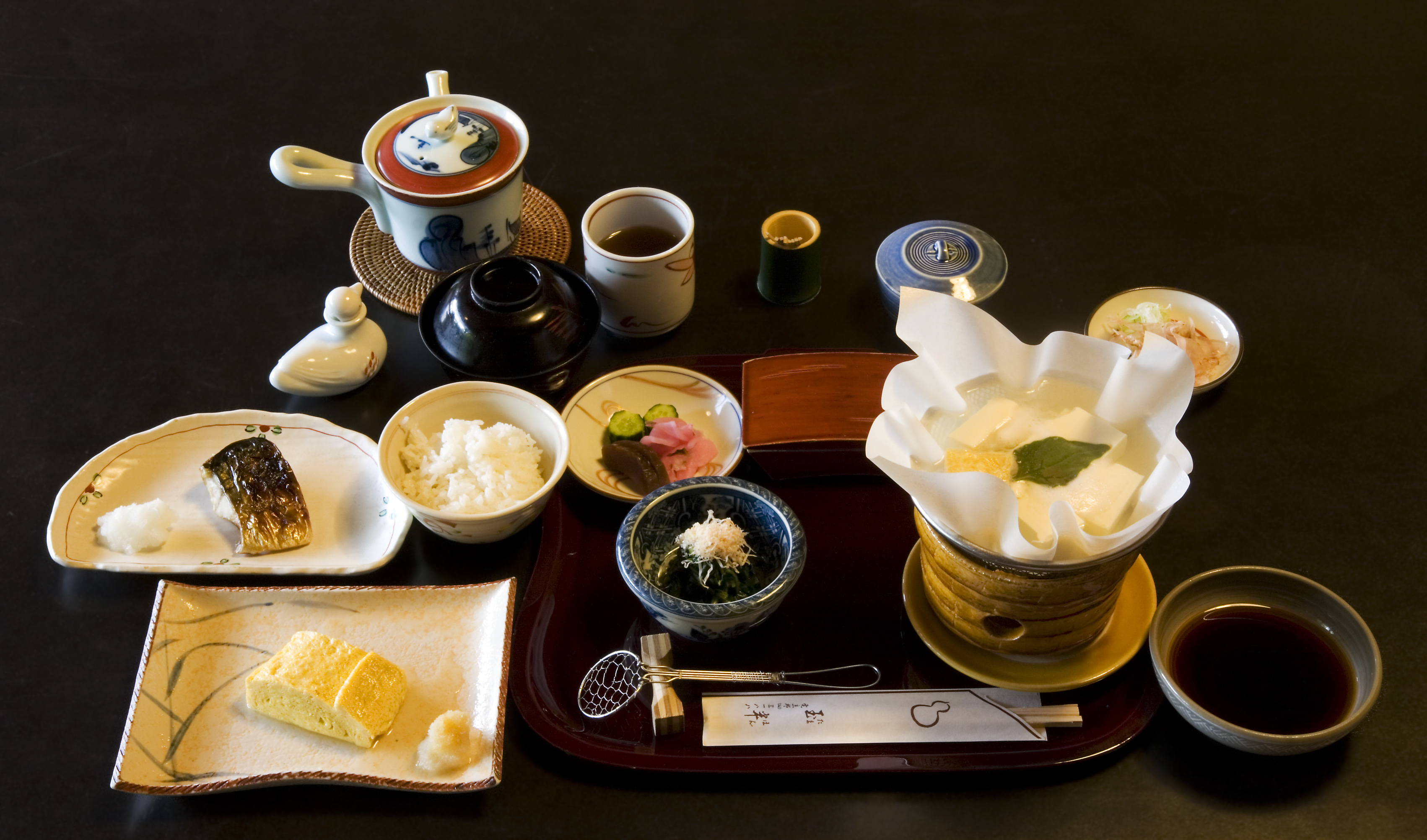
Un petit déjeuner traditionnel (kaiseki) dans un ryokan à Kyoto.

De nos jours, le petit déjeuner au Japon, tant dans les maisonnées qu'à l'hôtel, peut être de deux types, soit traditionnel, soit occidental. Les petits déjeuners japonais sont toujours consommés de manière courante au Japon, mais sont plus réservés aux weekends et jours fériés. Dans les familles où les couples sont jeunes, le petit déjeuner occidental est préféré car plus rapide à préparer que sa version japonaise.
Un petit déjeuner traditionnel japonais est constitué de riz blanc, d'un bol de soupe miso et de pickles japonais, les tsukemono (comme le takuwan ou les umeboshi),. Un œuf cru et du nori sont souvent servis ; l’œuf cru est battu dans un petit bol et versé sur le riz chaud pour lui donner une couleur or (tamago kake gohan), tandis que le nori est utilisé pour enrouler le riz et le manger. On propose souvent du poisson grillé, du thé vert ou encore du nattō au petit déjeuner.
Les petits déjeuners à l'occidentale sont similaires à ceux servis aux États-Unis. Les enfants japonais mangent souvent des corn flakes et boivent du lait, du chocolat chaud ou des jus de fruit. Les adultes (surtout les plus jeunes) ont tendance à déguster un toast avec du beurre ou de la confiture, des œufs, et des légumes émincés. Ils boivent souvent du café et du jus d'orange.
Les auberges japonaises traditionnelles (les ryokan par exemple) servent les petits déjeuners complets traditionnels. Les hôtels au style occidental et les restaurants au Japon offrent souvent un mélange des deux types de petits déjeuners.
- (en) Cet article est partiellement ou en totalité issu de l’article de Wikipédia en anglais intitulé « Breakfast » (voir la liste des auteurs).

### Déjeuner

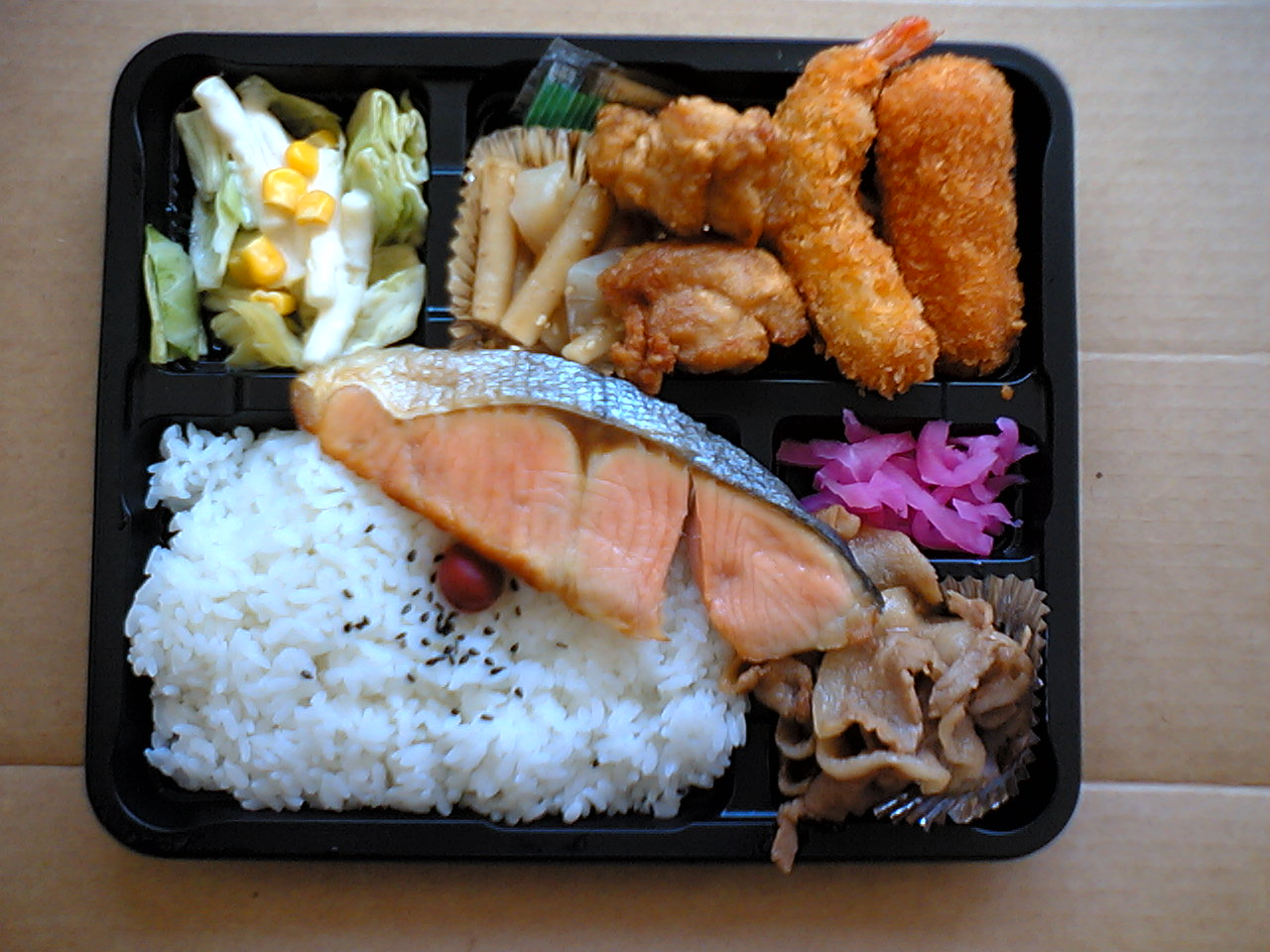
Un bentō standard bon marché.

Le repas de midi est souvent dégusté rapidement sur les lieux de travail et l'école ; il prend souvent la forme d'un bentō, une gamelle renfermant l'intégralité d'un repas. On trouve des bentō vendus partout au Japon (dans les supérettes ouvertes jour et nuit (konbini), à bord des trains, dans des restaurants dédiés), mais la tradition familiale japonaise veut que l'épouse ou la mère prépare avec soin pour son époux et ses enfants le bentō de midi.
Les enfants d'école maternelle n'ont pas de cantine et apportent chaque jour leur repas. L'art de cuisiner pour le repas du midi, et de donner des couleurs et des formes originales et attrayantes aux mets, est une partie importante de la culture culinaire japonaise.

### Dîner (repas traditionnel)

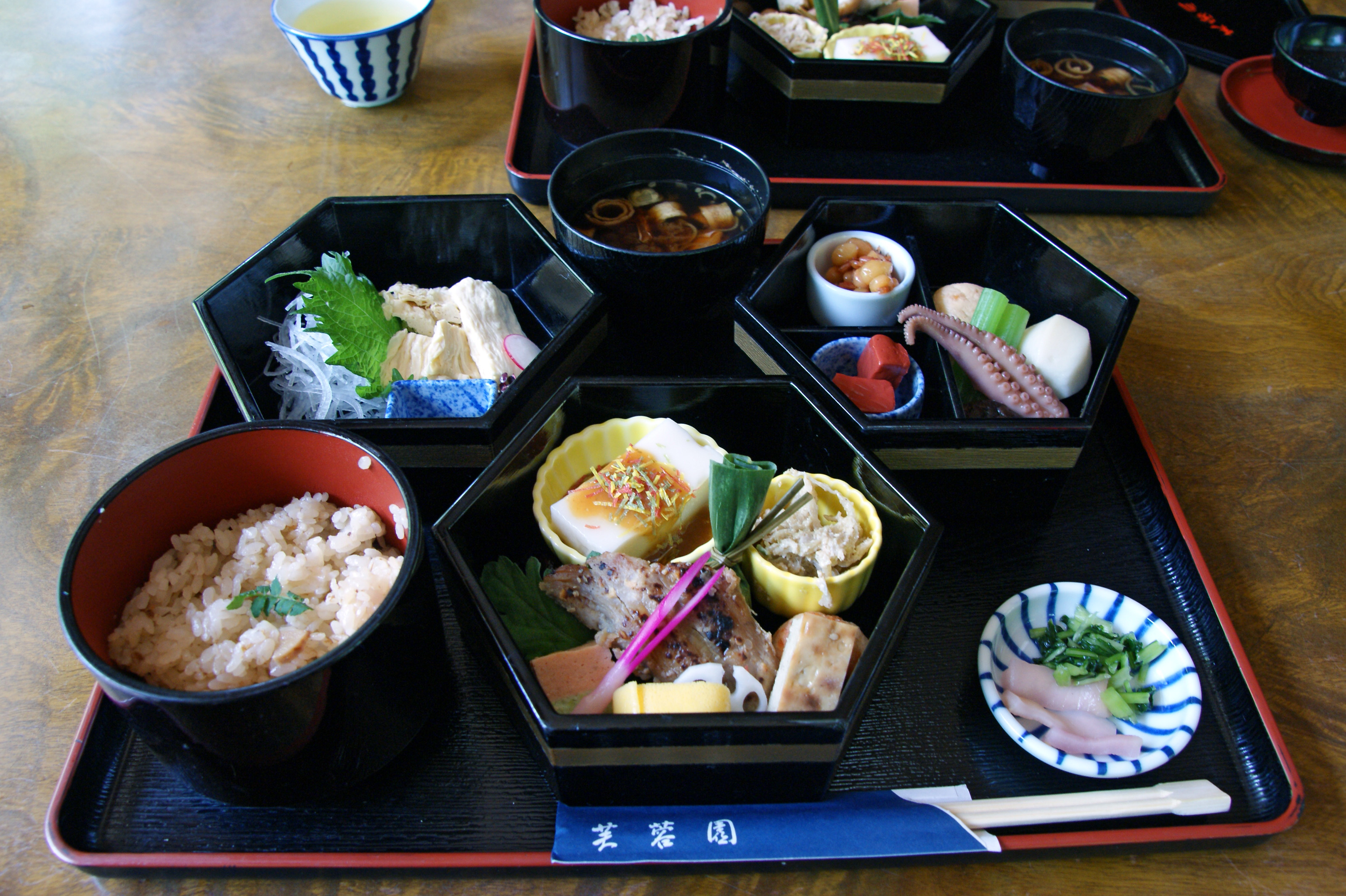
Cuisine kaiseki.

Le dîner est souvent le repas le plus respectueux de la tradition. Le menu de base partagé en famille suit la règle de l’ichijū sansai (一汁三菜, littéralement « une soupe, trois assiettes »), soit du riz, une soupe et trois accompagnements, ou plus simplement de l’ichijū issai (一汁一菜), avec dans ce cas un seul accompagnement,,. Le riz (gohan) est tellement lié à la notion d'aliment de base, que par extension il désigne aussi le repas.
La soupe est le plus souvent un bouillon garni et parfumé, la plus répandue étant le misoshiru ou soupe de miso. Les trois assiettes d'accompagnements appelées okazu (御数／御菜／惣菜), sont généralement servies en petites quantités. La cuisine japonaise apportant une grande importance à la variété des goûts, des couleurs, et des formes de préparation, on en retient trois différents, issus des catégories suivantes :
- nimono, chose bouillie ;
- sumono (ou namasu), chose vinaigrée ;
- yakimono, chose grillée ;
- namamono, chose crue, typiquement des lamelles de sashimi ou des légumes ;
- mushimono, chose à la vapeur ;
- agemono, chose frite, la plus connue en Occident étant la tempura ;
- plus rarement aemono, « chose composée » ; menrui à base de pâte ou nabemono, « marmite » ;
- enfin, des tsukemono (漬物?), « choses macérées » : salaisons lacto-fermentées, généralement des légumes macérés dans le sel.

Une autre tradition est de consommer de cuisine de rue, notamment dans les yatai. Udon, soba, et rāmen sont les plus répandus. Takoyaki, nikuman et yakitori sont aussi des plats usuellement consommés dans la rue. Enfin, on peut trouver des sucreries, comme des taiyaki et des imagawayaki.

## Boissons

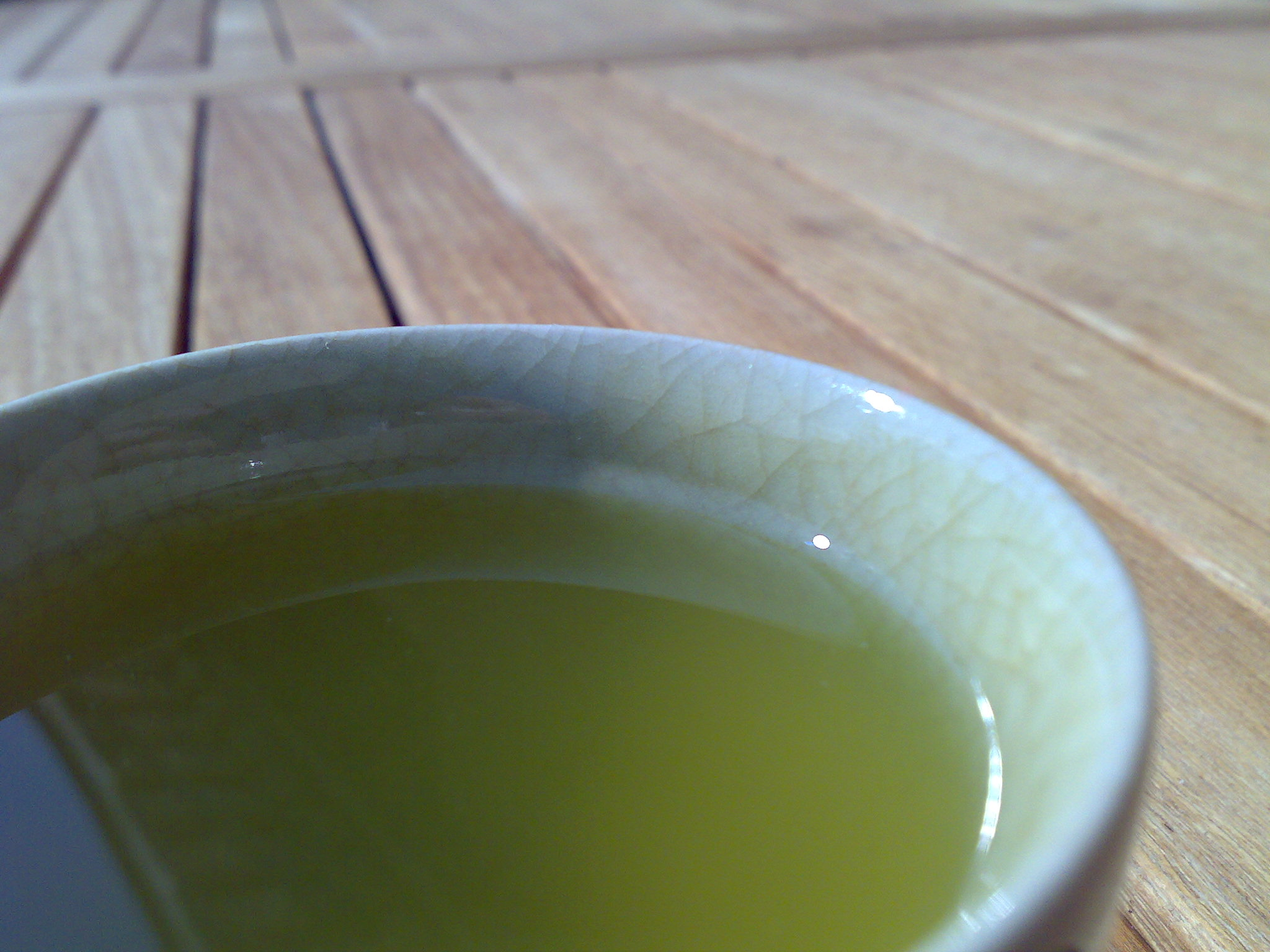
Thé vert.

La boisson traditionnelle des Japonais est le thé, que l'on trouve souvent dans les restaurants, servi à volonté chaud ou froid. Il est aussi courant de trouver des sodas au Japon et des boissons à base de thé. La consommation d'alcool est principalement constituée de bière.

### Thés
- Thé vert (緑茶, ryokucha?), ou plus simplement o-cha ou sencha ;
- Genmaicha (玄米茶?), thé vert mélangé avec des grains de riz complet grillés ;
- Matcha (抹茶?),: thé vert en poudre amer (peut être très corsé), c'est celui que l'on sert durant la cérémonie du thé, chanoyu ;
- Mugicha (麦茶?), thé d'orge grillée ;
- Thé Oolong (ウーロン茶, ūlon-cha?), thé de la région d'Ōlong (Chine), assez populaire au Japon pour avoir stimulé une production à partir de cépages spéciaux, adaptés au goût des consommateurs nippons.

### Alcools

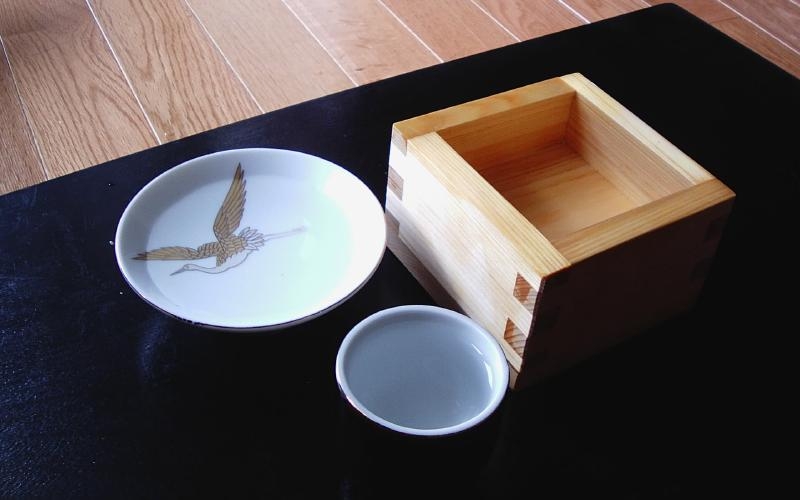
Différentes coupes de saké.

La consommation d'alcool est tout d'abord la consommation de la bière (2/3 du total des alcools vendus au Japon, 60 litres en moyenne par adulte et par an). La consommation de vin augmente depuis plusieurs années, ainsi que celle de cocktails à faible degré. Depuis longtemps la consommation de saké traditionnel est en déclin, passant à 6,9 litres par adulte et par an en 2006, alors qu'elle était de 9,2 litres en 2001.
Au Japon, le terme sake (酒) est générique pour désigner tout alcool, à base de riz ou non, fort ou non. Ceci inclut la bière, le whisky et le vin. En France, les connaisseurs appellent « saké » ce que les Japonais appellent nihonshu, mais beaucoup d'Occidentaux confondent encore sous ce nom toutes les eaux-de-vie servies dans les restaurants asiatiques.
Boissons alcoolisées à base de riz :
- nihonshu : alcool de riz fermenté (16 ° en moyenne), communément appelée saké hors du Japon. Parfois servi chaud, à l'aide d'un service à saké appelé shuki ;
- shōchū : désigne toutes les eaux-de-vie (alcools distillés) à base de riz ou de patates douces en particulier. Celles à base de raisin, comme le cognac sont nommées burandi (brandy). On trouve notamment l’awamori, shōchū à base de millet, spécialité d'Awamori (préfecture d'Okinawa) ;
- umeshu : liqueur à base de prunes « ume », macérées dans de l'alcool de riz à 35-40 °, à la base de nombreux cocktails.

Autres boissons alcoolisées :
- bière japonaise : la bière vient en tête des boissons alcoolisées consommées au Japon. Les plus grandes marques sont Sapporo (inclus Yebisu), Kirin, Asahi, Suntory. Ce sont à 95 % des bières blondes (« lager »), très sapides et gazeuses, bues glacées et souvent dans des choppes réfrigérées ;
- happōshu, alcool effervescent, « pseudo-bières » ayant un goût comparable et le même degré d'alcool, mais à faible teneur en malt. Les marques, la présentation et les étiquettes sont identiques à celles de la bière mais les mentions beer ou ビール ne sont pas autorisées. Faiblement taxées, elles sont sensiblement moins chères (140 contre 210 yens en 2009) ;
- whiskies japonais, importés d'Écosse par Masataka Taketsuru : Suntory, Nikka[10] ;
- vins, appelés budōshu (葡萄酒?, littéralement « alcool de raisin ») ou wine (ワイン, wain?). Il y a quelques bons vins japonais, rouges (赤, aka?), blancs (白, shiro?) ou rosés (ロゼ, roze?), faits avec du raisin local, au goût fruité-fermenté caractéristique. La préfecture de Yamanashi vient en tête de la production locale.

### Autres
Les sodas sont présents massivement au Japon. On en trouve la trace dans les jidōhanbaiki (distributeurs automatiques japonais), dans lesquels de multiples sortes de sodas sont disponibles.

## Règles de politesse à table au Japon

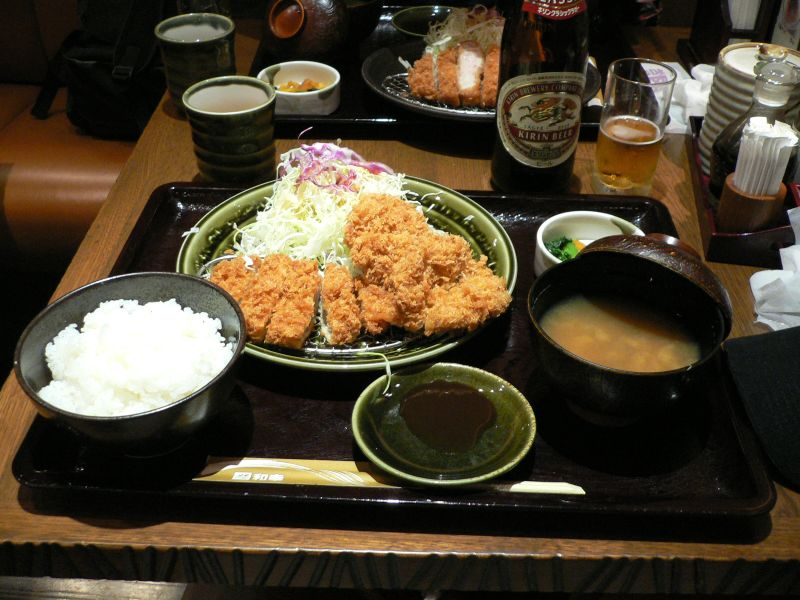
Présentation classique.

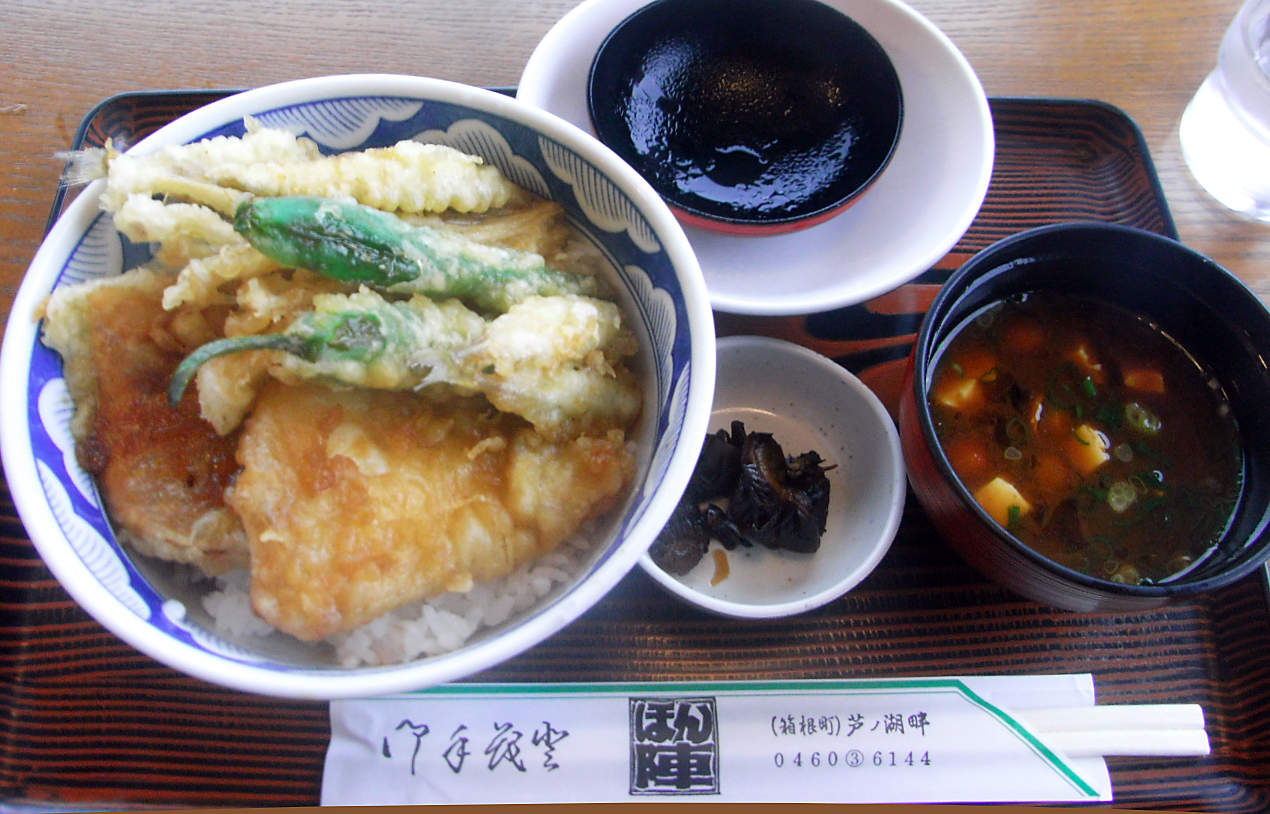
Présentation avec donburi.

Certaines bonnes manières sont identiques à la culture occidentale :
- on ne mange pas avec les doigts, sauf certains fruits et légumes, voire les sushis et quelques fruits de mer ;
- c'est l'aliment qui doit être porté à la bouche et non l'inverse ;
- s'il est possible de tenir en l'air un bol ou une petite assiette, les plats ne doivent généralement pas quitter la table lorsque l'on mange ;
- il faut finir son assiette, quitte à se servir très peu.

On trouve néanmoins des spécificités japonaises sur l'art de la table :
- on utilise des baguettes pour les plats d'origine japonaises, même pour la soupe. Elles doivent être tenues correctement, et ne jamais être plantées dans le riz : cette présentation est réservée aux offrandes faites aux morts. Il est assez mal vu d'utiliser une fourchette ;
- on ne se passe pas de nourriture de baguette à baguette : c'est également un rituel réservé aux enterrements ;
- on ne joue pas avec ses baguettes ;
- la taille et la forme des assiettes est adaptée aux plats ;
- l'aliment de base, le riz, se met à gauche, la soupe à droite[11] ;
- lorsqu'un poisson est servi en entier, il est présenté la tête à gauche, le ventre vers le « consommateur » (à l'endroit, en quelque sorte) ;
- les sushis doivent être trempé dans la sauce soja brièvement, toujours côté poisson (pas côté riz) ;
- on ne verse jamais de sauce sur le riz blanc.

Et sur la façon de se tenir :
- les plats présentés ensemble, souvent sur un plateau, ne doivent pas être mangés l'un après l'autre, mais tous en même temps, petit à petit, sans les mélanger dans les assiettes ;
- on tient son plat de sa main libre lorsque l'on mange (l'autre main tenant les baguettes) ;
- on porte un bol avec la main à plat dessous, tenu au-dessus par le pouce ;
- dans le cas de plat donburi, on ne mélange pas dans le bol la garniture avec le riz ;
- les plats doivent être mangés en silence, à l'exception des nouilles et des soupes, pour lesquelles il est de bon ton de faire un bruit d'aspiration, signe que l'on a hâte de consommer malgré la chaleur du mets. Il en va de même pour boire le thé ;
- le couvercle du bol de soupe ne doit pas rester à l'envers sur la table une fois le repas fini, il est généralement reposé sur le bol à l'endroit ;
- il faut dire « Itadakimasu » (いただきます?) avant de manger, « Gotchisōsama deshita » (ごちそうさまでした?) après avoir mangé, et « Kanpai » (乾杯?) quand on trinque.

## Rituels et coutumes liés à la gastronomie
Si de nombreuses fêtes et rituels donnent lieu à l'offrande de nourriture ou de boisson aux dieux, plusieurs occasions sont données de déguster des plats spécifiques.

### Repas et dégustation
- La cérémonie du thé est un rituel traditionnel influencé par le bouddhisme zen dans lequel le thé vert en poudre est préparé cérémoniellement par un praticien expérimenté et est servi à un petit groupe d'invités dans un cadre calme.
- Kaiseki ryōri est un type de nourriture servie durant les cérémonies du thé. Le nom vient de la pratique des moines zen qui plaçaient des pierres chaudes dans le haut de leurs robes pour écarter la faim lors des périodes de jeûne[réf. nécessaire].
- L'équivalent d'un repas gastronomique japonais est la cuisine kaiseki, qui peut compter une dizaine de plats différents servis en petites quantités et dans un ordre précis.

### Fêtes

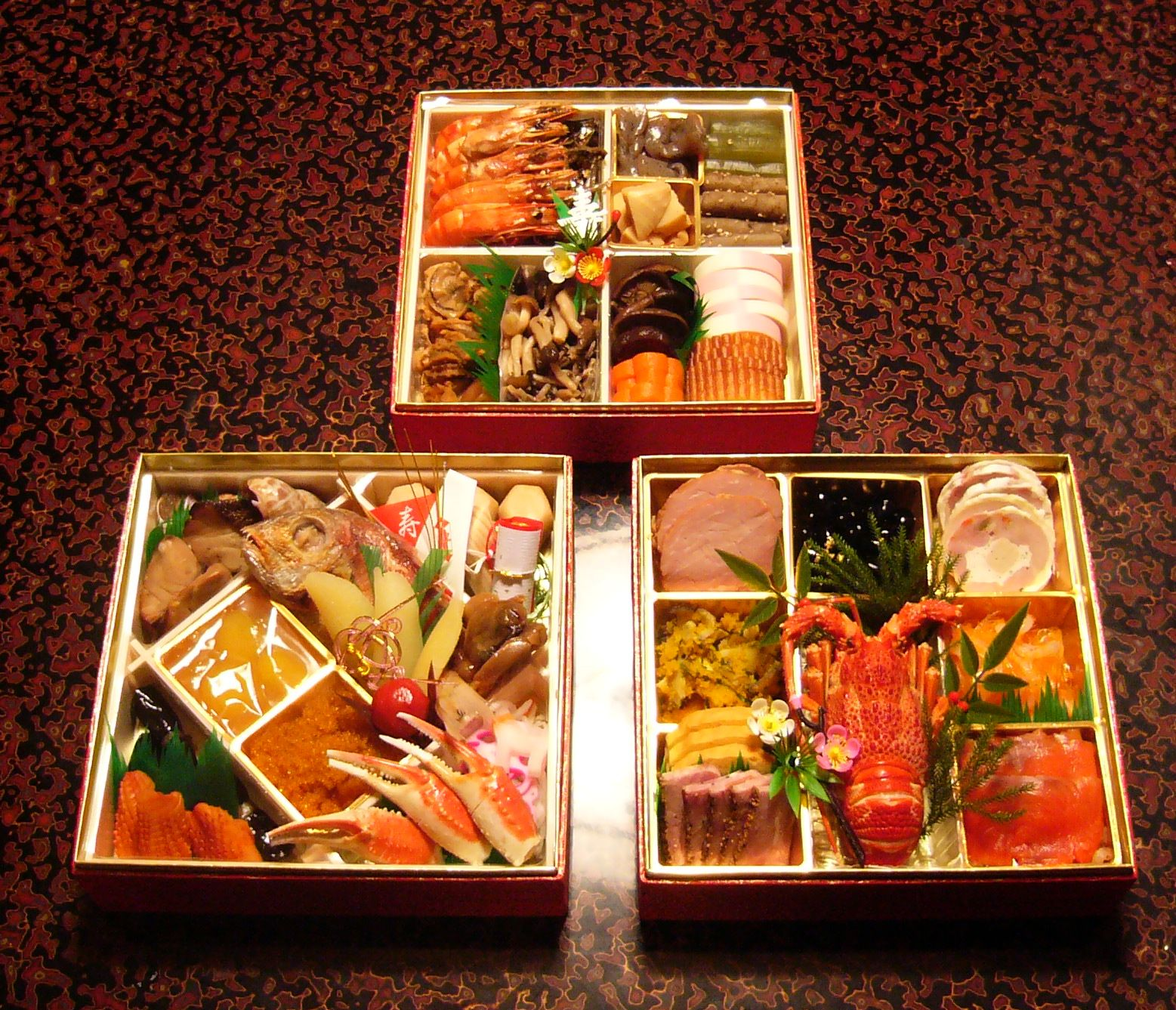
O-sechi.

- Durant le réveillon Nouvel An japonais, on mange une soupe chaude accompagnée de soba appelées kake (dettes), ce qui symbolise que l'on a payé toutes ses dettes de l'année[12]. Les jours suivants, on ne fait rien, même pas la cuisine, et on mange donc des bentō préparés à l'avance, appelés osechi ;
- Les matsuri sont des festivals où il est de coutume de déguster des spécialités locales, tel Hina matsuri, la « fête des poupées » ;
- Nanakusa-no-sekku, la « fête des sept herbes » (七草の節句, nanakusa no sekku?) est une très ancienne coutume japonaise qui consiste à manger un kayu aux sept-herbes (七草粥, nanakusa-gayu?) le 7 janvier (Jinjitsu) ;
- À la Saint-Valentin, les filles offrent du chocolat (chocolat chō-giri) aux garçons qui répondent le 14 mars (appelé « jour blanc ») de la même manière ;
- Kagami biraki (« fête de l'ouverture du miroir ») : lors de cette cérémonie, les participants échangent des mochi appelés Kagami mochi (鏡餅?) ;
- Kodomo no hi est la fête des enfants. À cette occasion, ils peuvent déguster des pâtisseries traditionnelles telles que les kashiwa-mochi (かしわ餅?) et les chimaki (ちまき?) ;
- Shichi-go-san est une fête pour les enfants. À cette occasion, on leur donne des chitose ame (千歳飴?, littéralement « sucrerie de mille ans ») ;
- À Noël au Japon, la coutume est de manger du poulet.

## Restauration au Japon

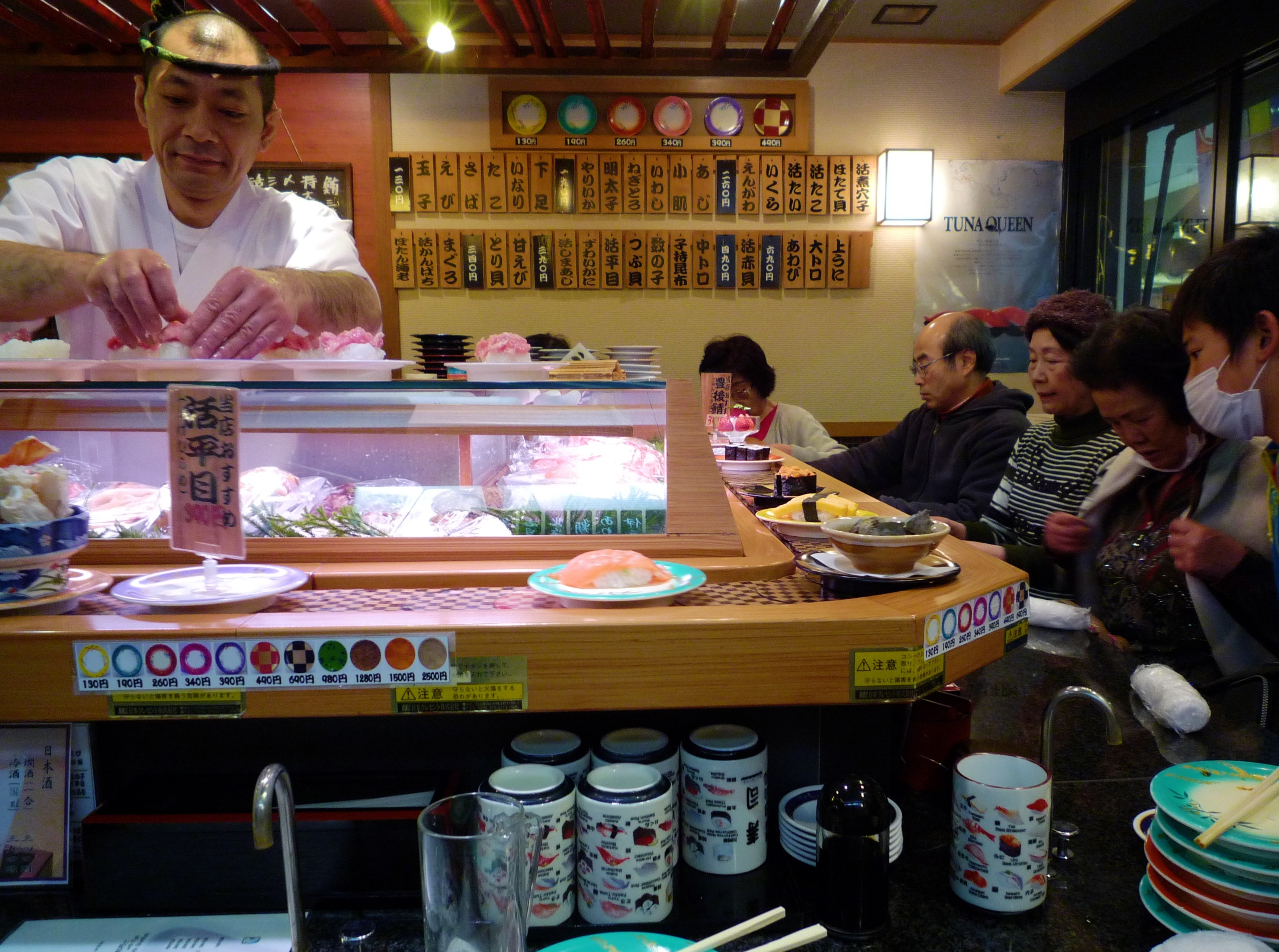
Kaitenzushi.

Les restaurants sont très nombreux au Japon et couvrent une grande variété de cuisine et de standing. On peut trouver les grandes enseignes de fast-food occidentales, mais aussi des enseignes nationales qui déclinent les différentes spécialités. Il n'est pas rare de croiser des restaurants italiens ou des pâtisseries françaises. On trouve bien sûr des restaurants spécialisés dans les sushis, les okonomiyaki, ou encore de la cuisine sur le pouce dans les konbini. Les restaurants populaires présentent très souvent des répliques en cire ou en plastique des plats servis, appelés sampuru (sample), ce qui aide au choix. À l'opposé de la restauration rapide, on peut se restaurer dans des ryokan et goûter à une cuisine très traditionnelle.

### Grande cuisine
La grande cuisine est très bien représentée au Japon, le nombre de restaurants ayant 3 étoiles au guide Michelin ayant dépassé celui de la France. Les cuisiniers présents déclinent les classiques de la cuisine japonaise, mais aussi les cuisines les plus courues mondialement, chinoise ou encore française, dans des établissements souvent couplés avec des hôtels dans les grandes villes. Les restaurants japonais haut de gamme sont appelés ryōtei. Les ryokan sont aussi un moyen de déguster la cuisine kaiseki traditionnelle.

### Restauration populaire
Au Japon les restaurants sont le plus souvent spécialisés dans un type de mets et ne proposent que des déclinaisons de celui-ci. Parmi les mets les plus souvent représentés et consommés au Japon, on peut nommer rāmen , yakitori, oden, soba, tenpura, sukiyaki, tonkatsu, etc. Le suffixe -ya est utilisé pour dénommer ces restaurants (par exemple Sukiyakiya désigne un restaurant spécialisé dans le sukiyaki et le shabu-shabu. Les restaurants sont souvent situés dans les gares les plus vivantes, les sous-sols d'immeubles ou encore les centre commerciaux.
On trouve également des family restaurant (ファミリーレストラン, famirī resutoran) ou fami-resu (ファミレス) principalement destinés aux parents qui veulent sortir manger avec leurs enfants à des prix raisonnables, dans une ambiance décontractée et avec des menus variés. En 2015, on en trouve environ 8 000 au Japon, généralement ouverts 24 h/24, et proposant des boissons à volonté.
Les ryokan sont des auberges qui offrent souvent un repas du soir et un petit déjeuner traditionnel pour toute nuit passée dans l'établissement ; elles sont parfois élitistes et visent la grande cuisine, parfois plus abordable.

### Restauration de rue et rapide
Les grandes enseignes de fast-food occidentales sont présentes, avec des versions de leurs menus souvent adaptées aux goûts locaux (comme McDonald's).
Parmi les types de restauration rapide ou de rue les plus connues, on peut citer :
- les kaitenzushi, un type de restaurant de sushis, qui a la particularité de présenter ses sushis sur un tapis roulant, afin que les clients s'y servent directement. C'est en quelque sorte la version restauration rapide japonaise du restaurant de sushis ;
- les yatai sont de petites échoppes qui servent de la cuisine de rue et qui se déploient le soir.

De nombreux bentō sont par ailleurs disponibles dans les grands magasins ou dans des échoppes de petite taille vendant pêle-mêle journaux, cigarettes, et toutes sortes de produits dans les sous-sols et sur les quais des gares. On peut aussi en trouver dans les konbini, qui peuvent parfois être équipés de moyens de cuisson comme une friteuse par exemple et servir ainsi des plats chauds.

### Food theme park
Une autre forme de restauration typiquement japonaise est le food theme park ou food museum souvent dénommé par la locution anglaise correspondante, フードテーマパーク (Fūdotēmapāku, food theme park). Centré autour d'un seul plat (yakitori, rāmen, gyoza, curry japonais par exemple), le lieu, regroupe souvent dans un seul bâtiment (un immeuble de plusieurs étages par exemple) des restaurants déclinant des variantes (souvent locales) d'un même plat, le tout en essayant de recréer une ou plusieurs atmosphères particulières (village des années 1950, studios de cinéma, port traditionnel), éventuellement accompagné de magasins de souvenirs, de ventes d'ustensiles ou d'ingrédients permettant de réaliser soi-même le plat thématique,,,,.
Comme son nom — dérivé de l'anglais — l'indique, ce type de restauration est récent, le premier établissement de ce type, le musée du rāmen de Shin-Yokohama ayant ouvert le 6 mars 1994, et qui a prospéré pendant les années 2000. Un des investisseurs importants de ce secteur est Bandai Namco Holdings, à qui l'on doit ce nouveau concept, imaginé par la Team Namja, une équipe de créatifs du groupe.

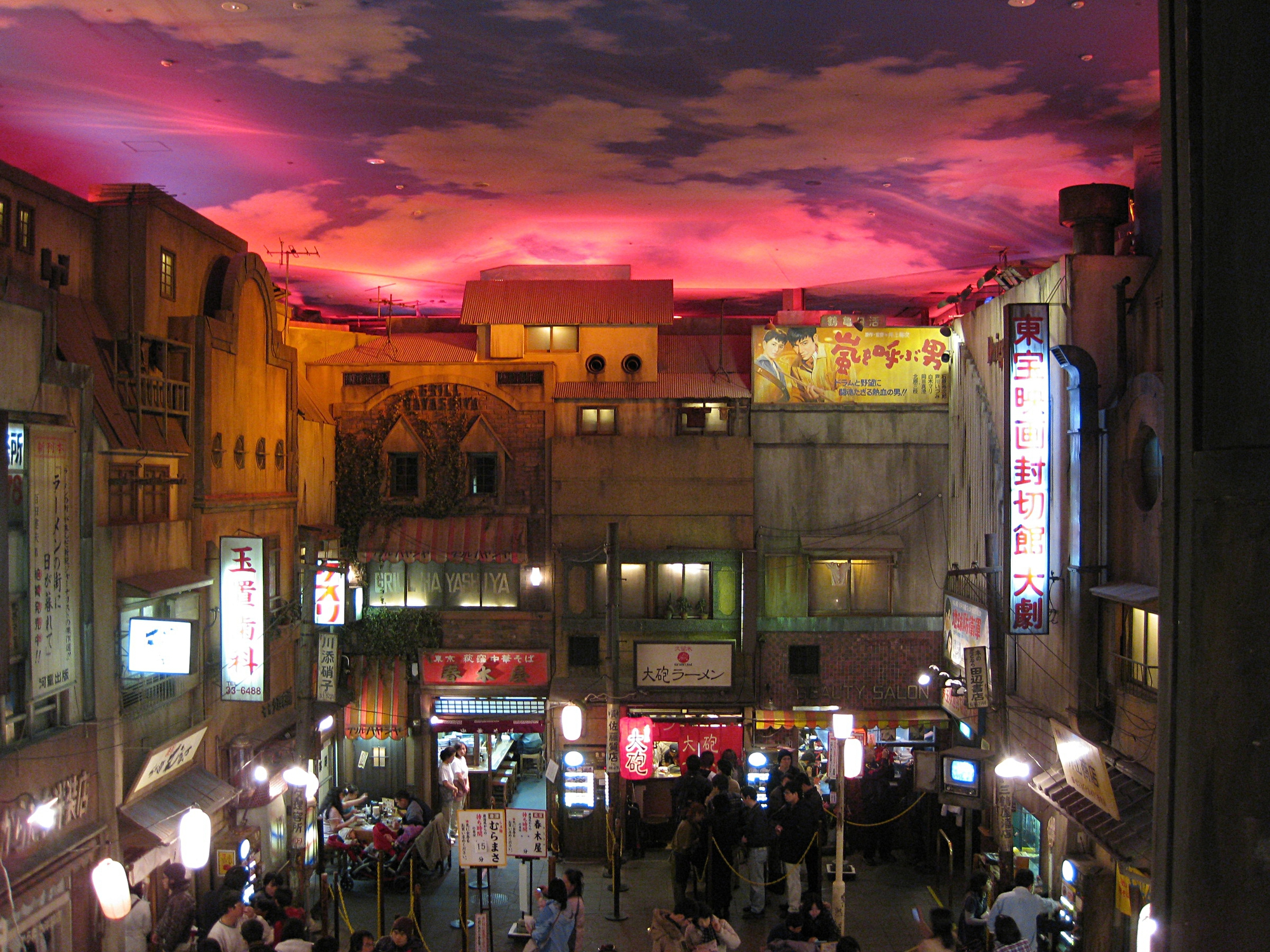
Musée du rāmen de Shin-Yokohama à Yokohama.
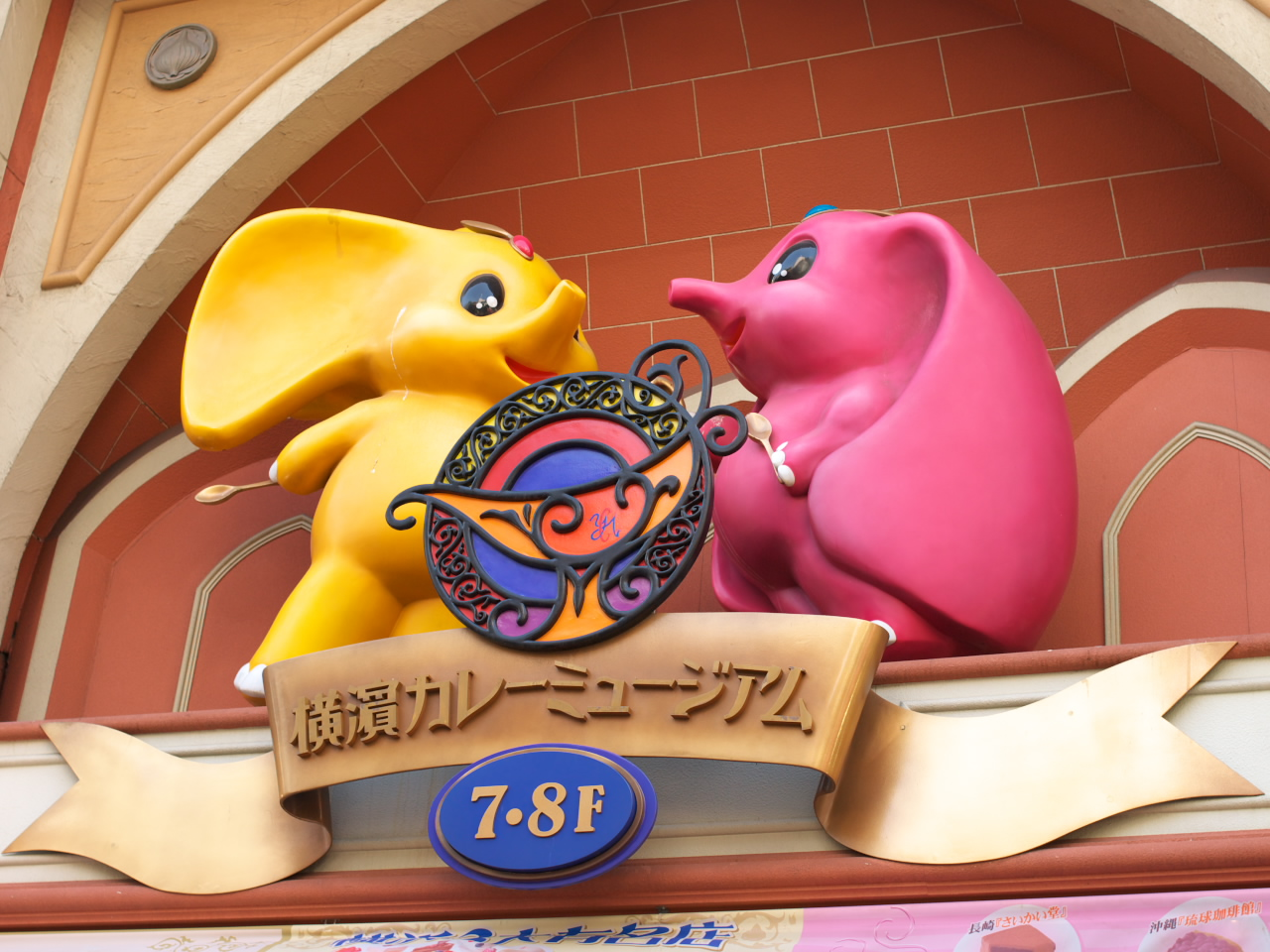
Entrée du Musée du Curry de Yokohama à Yokohama.

## Restaurants japonais à l'étranger
Le ministère japonais de l'Agriculture, des Forêts et de la Pêche comptabilisait 24 000 restaurants japonais actifs à l’étranger en 2006, 55 000 en 2013 et 89 000 en juillet 2015. Les sushis et sashimis y seraient, de loin, les plats favoris. Ces restaurants, où 90 % des cuisiniers ne seraient pas japonais, proposent cependant des plats parfois éloignés de la cuisine japonaise authentique. Le manque de vrai dashi semble le plus problématique, son importance étant mal appréhendée à l’étranger, de plus les matières de base peuvent être parfois difficiles à trouver.
En France, le quartier japonais de Paris situé autour de la rue Sainte-Anne dans les 1er et 2e arrondissements, près de l'Opéra Garnier, compte de nombreux restaurants japonais. Le premier du quartier, Takara, fut ouvert en 1963, rue Molière, par Takumi Ashibe.